# Ольшанський Володимир Архипович
Володимир Архипович Ольша́нський (18 лютого 1931, Дніпропетровськ — 9 серпня 2007, Миколаїв) — український художник; член Спілки радянських художників України з 1970 року.

## Біографія
Народився 18 лютого 1931 року у місті Дніпропетровську (нині Дніпро, Україна). Закінчив семирічну школу, після чого вступив до Дніпропетровського художнього училища, яке закінчив 1951 року. У 1963 році закінчив факультет графіки Київського художнього інституту, де навчався у Олександра Пащенка, Івана Селіванова, Василя Касіяна, Сергія Григор'єва. Член КПРС з 1964 року.
Працював у Товаристві художників Вінниці, у редакціях видавництв «Веселка», «Радянська школа» — малював ілюстрації до казок, оповідань, статей. 1969 року переїхав до Миколаєва. Неодноразово обирався членом правління Миколаївської обласної організації Спілки художників України, працював відповідальним секретарем, відповідав за виставкову діяльність, очолював творчу художню раду при виробничому комбінаті. Через хворобу з 1998 року пересувався на інвалідному візку, однак продовжував творчу діяльність. Мешкав у Миколаєві в будинку на проспекті Леніна № 96, квартира № 5. Помер у Миколаєві 9 серпня 2007 року.

## Творчість
Працював у галузях станкової графіки (офорт, ліногравюра), станкового живопису (малював портрети, пейзажі, натюрморти), плакату. Серед робіт:
- серії і цикли:
  - «Металурги Придніпров'я» (1963, офорт);
  - «Прокатники» (1963, офорт);
  - «Заради життя на Землі» (1964—1965);
  - «Українське Полісся» (1965—1969);
  - «Жовтень» (1969, ліногравюра);
  - «Пам'ятники культури України» (1970, ліногравюра);
  - «Миколаїв корабельний» (1970—1976);
  - «Пам'ятки давньоруського зодчества» (1971—1973);
- «Люди твої, Миколаївщино» (1973—1982);
  - «Прикордонні будні» (1978—1979);
  - «По Єнісею» (1980);
  - «Арктика» (1981);
  - «Земля і люди» (1982—1986);
  - «По Чукотці» (1984—1986);
  - «Інтернаціоналісти 80-х років» (1985—1988);
  - «Земля Владимирська»;
  - «Земля Суздальська»;
- плакати:
  - «Кобзар 1814—1964 рр.» (1964);
  - «Ювілейний» (1964);
  - «Дівчина-будівельниця» (1964);
- «Переможець» (1965, ліногравюра);
- «По першій кризі» (1967);
- «Рибалки» (1967, ліногравюра);
- триптих «Рік 1918-й» (1968);
- триптих «Пам'ятники України» (1970);
- «Буфетниця Женя» (1984);
- «Портрет Жені» (1995);
- «Стара вулиця в Кабулі» (1998).

Зробив 10 портретів миколаївських афганців для музею Великої Вітчизняної війни в Києві. Брав участь у створенні проекту пам'ятного знака воїнам-інтернаціоналістам в Миколаєві.
Брав участь у всеукраїнських виставках з 1964 року. Провів понад десять персональних виставок в Миколаєві, Мурманську, Тіксі.
Роботи художника знаходяться в музеях Києва, Севастополя, Вінниці, Дніпра, Харкова, Полтави, Одеси, Миколаєва, Очакова. Більше ста робіт перебувають у приватних колекціях в Росії, Франції, Італії, Німеччини, Іспанії, Великої Британії, США, Ізраїля.

## Відзнаки
- Грамоти Спілки художників СРСР та України;
- Медаль «За трудову доблесть» (1973);
- Почесна грамота Президії Верховної Ради УРСР (1985)[1].